# Donkey (Computerspiel)
Donkey (auch unter dem Quellcode-Dateinamen DONKEY.BAS bekannt) ist ein 1981 zu Demonstrationszwecken entwickeltes Rennspiel von Microsoft für PC-DOS. Es ist eines der ersten Spiele für IBM PCs.

## Spielprinzip
Ein Auto fährt auf einer zweispurigen Straße, auf der regelmäßig Esel auftauchen. Ziel des Spiels ist es, den Eseln auszuweichen. Mithilfe der Leertaste kann die Spur gewechselt werden.

## Entwicklung
Das Spiel wurde von Bill Gates und Neil Konzen an einem Wochenende geschrieben, um die Leistungsfähigkeit von Microsoft BASIC zu demonstrieren. Ursprünglich war geplant, eine Kuh zu zeichnen. Nachdem das Hindernis mehr wie ein Esel aussah, wurde das Spiel entsprechend benannt.

## Rezeption
Andy Hertzfeld bezeichnete es als „das peinlichste Spiel“ überhaupt, mit einem miesen Konzept und schlechter Grafik. Er war erstaunt, dass Gates es selbst geschrieben hatte und auch explizit als Autor erwähnt wurde.

## Remakes
Es erschien 2012 ein Computerspiel-Remake für iOS namens Donkey.app sowie für Android eine Variante mit verschiedenen Tieren und Fahrzeugen namens Donkey Racing.